# Kate & Allie
Kate & Allie is een Amerikaanse comedyserie. Hiervan werden 122 afleveringen gemaakt die oorspronkelijk van 19 maart 1984 tot en met 22 mei 1989 werden uitgezonden op CBS.
Kate & Allie werd in zowel 1985 als 1986 genomineerd voor de Golden Globe voor beste comedyserie en in 1986 ook voor die voor beste actrice in een comedyserie (Jane Curtin). Daarnaast werd de reeks twaalf keer genomineerd voor een Primetime Emmy Award, waarvan Curtin die voor beste actrice in een comedyserie in zowel 1984 als 1985 daadwerkelijk won en Bill Persky er in 1984 ook een kreeg toegekend voor de regie van de aflevering 'A Very Loud Family'. Voor het schrijven van de aflevering 'Allie's Affair' won Bob Randall in 1987 een Writers Guild of America Award.

## Uitgangspunt
Nadat jeugdvriendinnen Katherine 'Kate' McArdle en Allison 'Allie' Lowell allebei scheiden van hun man, gaan ze samenwonen in een appartement in New York. Samen met Kates dochter Emma, en Allies kinderen Jennie en Chip vormen ze zo een nieuw vijfkoppig huishouden. Kate wint hierin de kost terwijl Allie voor alles in en om het huis zorgt. Terwijl de twee vrouwen op deze manier hun levens hervatten, wil dat niet zeggen dat ze niet openstaan voor leuke nieuwe mannen in hun levens.

## Rolverdeling
- Susan Saint James - Katherine 'Kate' McArdle
- Jane Curtin - Allison 'Allie' Lowell
- Fred Koehler - Charles 'Chip' Lowell
- Allison Smith - Jennie Lowell
- Ari Meyers - Emma McArdle